# روب فاغنر
روب فاغنر (بالإنجليزية: Rob Wagner)‏ هو صحفي ومخرج فني أمريكي، ولد في 2 أغسطس 1872 في ديترويت في الولايات المتحدة، وتوفي في 20 يوليو 1942 في سانتا باربارا في الولايات المتحدة.

## وصلات خارجية
- روب فاغنر على موقع IMDb (الإنجليزية)
- روب فاغنر على موقع قاعدة بيانات الفيلم (الإنجليزية)